# フェ
フェ（膾、鱠）は、朝鮮料理のうち、生で食べる魚介料理や肉料理のこと。
センソンフェ（生鮮膾/생선회）は生の魚介類（主に白身魚）を薄い切り身にしたもので、多くの店では日本語の「サシミ」（사시미）で通用する（「センソンフェ」は国語醇化運動による「サシミ」の言い換え語）。

## 魚のフェ（鱠）
魚のフェ（刺身）は、コチュジャンに酢を加えたチョコチュジャン（酢苦椒醬/초고추장）のほか、テンジャン（味噌）にコチュジャン、ゴマ、にんにくなどを加えて作るサムジャン（쌈장）、ワサビ（コチュネンイ、고추냉이）などをつけ、サンチュなどにくるんで食べる。また見た目を良くするため、調理しないタンミョン（唐麵/당면、春雨の一種）の上に載せることもある。また食堂などで魚のフェを食べ終わると、残った魚のあらに野菜を加えてメウンタン（매운탕、魚の鍋物）を作って食べる。
白身魚のフェ以外にもさまざまな種類の魚介類のフェが食べられている。ファロフェ（活魚鱠/활어회）は生簀から出した活魚をそのままさばいてフェにしたものをいう。スックフェ（熟鱠/숙회。スッケ、スックェとも）は魚やイカなどにさっと火を通したものである。ソンオフェ（松魚鱠/송어회）はマスなどの川魚の刺身を指す。プゴフェ（北魚鱠/북어회）は干し明太（スケトウダラ）を裂き、水で戻して和えたフェである。ホンオフェ（洪魚鱠/홍어회）はエイの身を壷等に入れて発酵を促進させたもので、独特のアンモニア臭がある。
魚介類のフェと飯を丼に盛るとフェドッパプ（회덮밥）という海鮮丼になり、ビビンバのようによく混ぜて食べる。冷麺の上に盛りつけるとフェネンミョン（鱠冷麵/회냉면）となる。

## 肉のフェ（膾）
ユッケ（肉膾/육회、ユク（肉）＋フェ）は生の牛肉を醤油、コチュジャン、ごま油などで和えた料理である。カンフェ（肝膾/간회）は牛のレバー刺しで、生のレバーをごま油と塩で和えたもの、チョニョプフェ（千葉膾/처녑회）はセンマイを塩胡椒、ごま油などで和えた料理である。

## 歴史
朝鮮でフェを食べ始めたのは、中国からの影響で三国時代の頃からと考えられている。当時、中国では生肉を細かく切り刻んだ膾（なます）をよく食べており、これが朝鮮にも入ってきた。しかし高麗時代には仏教の国教化によって獣の肉を食べる風習はすたれていった。
牧畜を行うモンゴル帝国の侵入、および高麗王朝と仏教の衰退によりフェの消費は復活した。儒教が重んじられるようになった李氏朝鮮時代には、孔子も膾を好んで食べたということから祭礼のために肉は必須のものとなり、肉膾（生の牛肉）や魚鱠（生の魚）などさまざまなフェが食べられるようになった。一方で中国では疫病などをきっかけに膾は急速に衰えた。北宋の詩人梅堯臣の詩には、友を招くのに膾を用意する様が描かれているが、このころを最後に中国における膾の消費は見られなくなった。
現代の韓国では、フェとは主に魚介類の刺身を指すが、牛肉のフェ（ユッケ）も多くの専門店のある人気のメニューである。

## ギャラリー

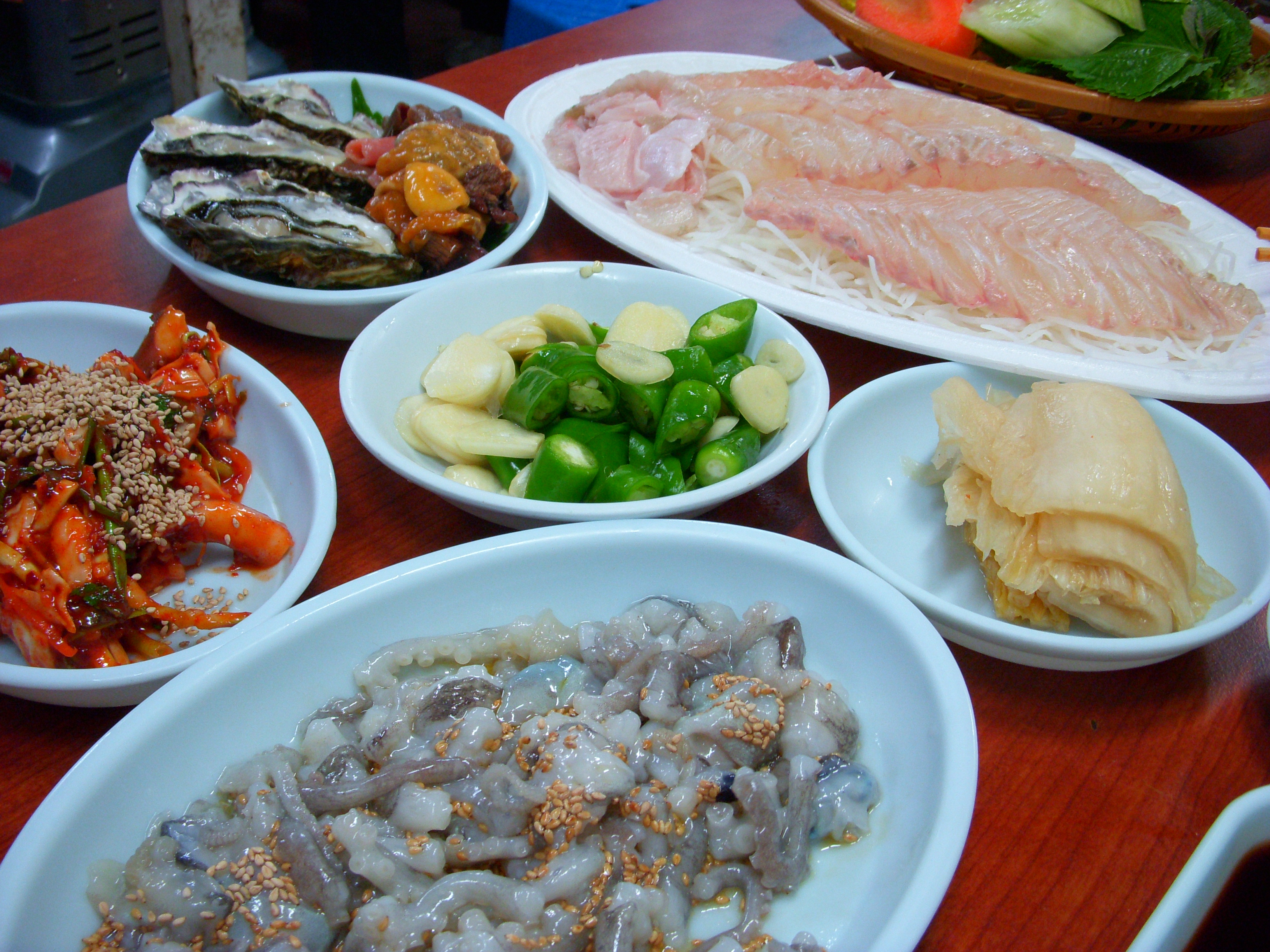
様々な種類のフェ
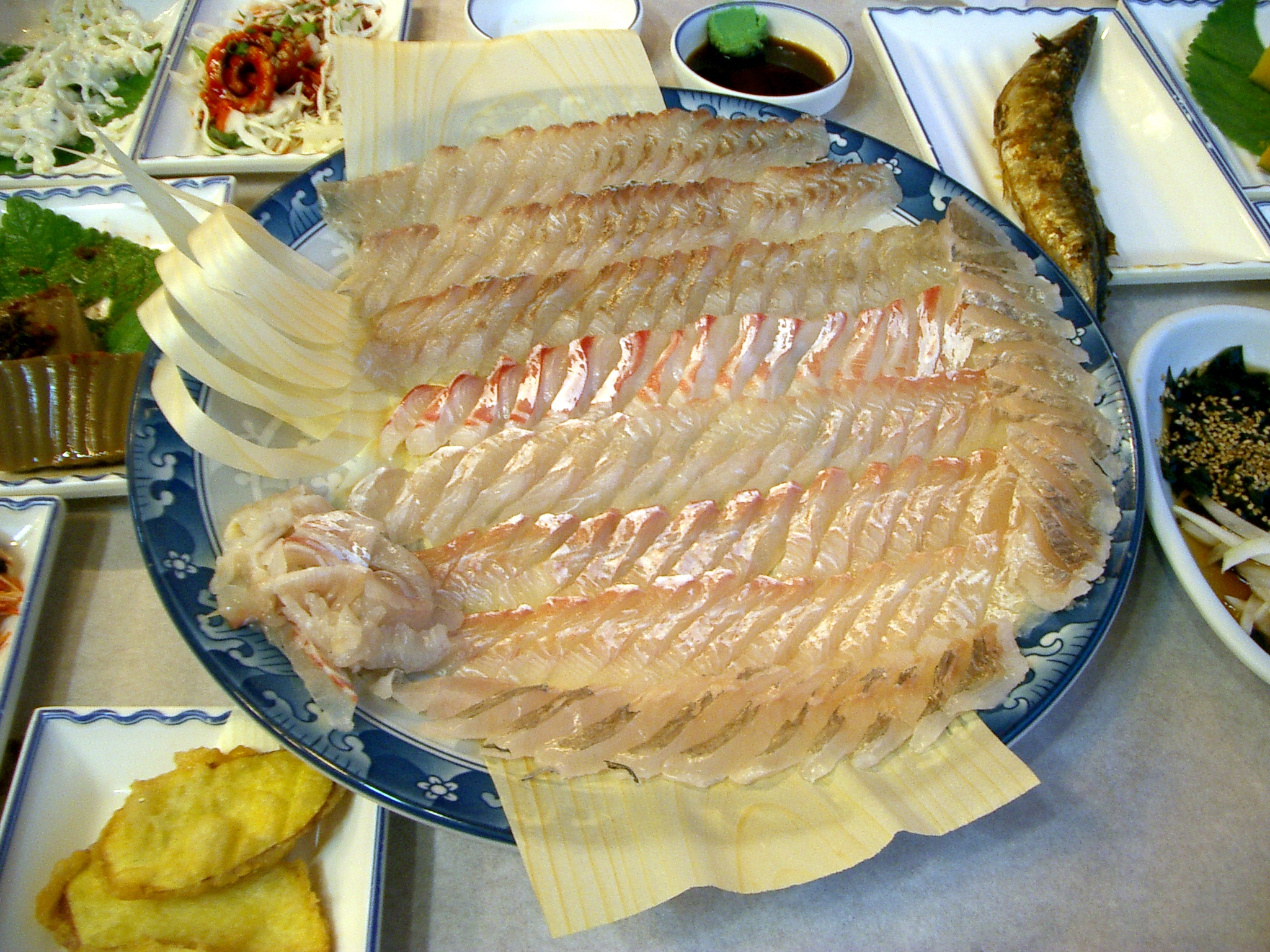
魚のフェの一例
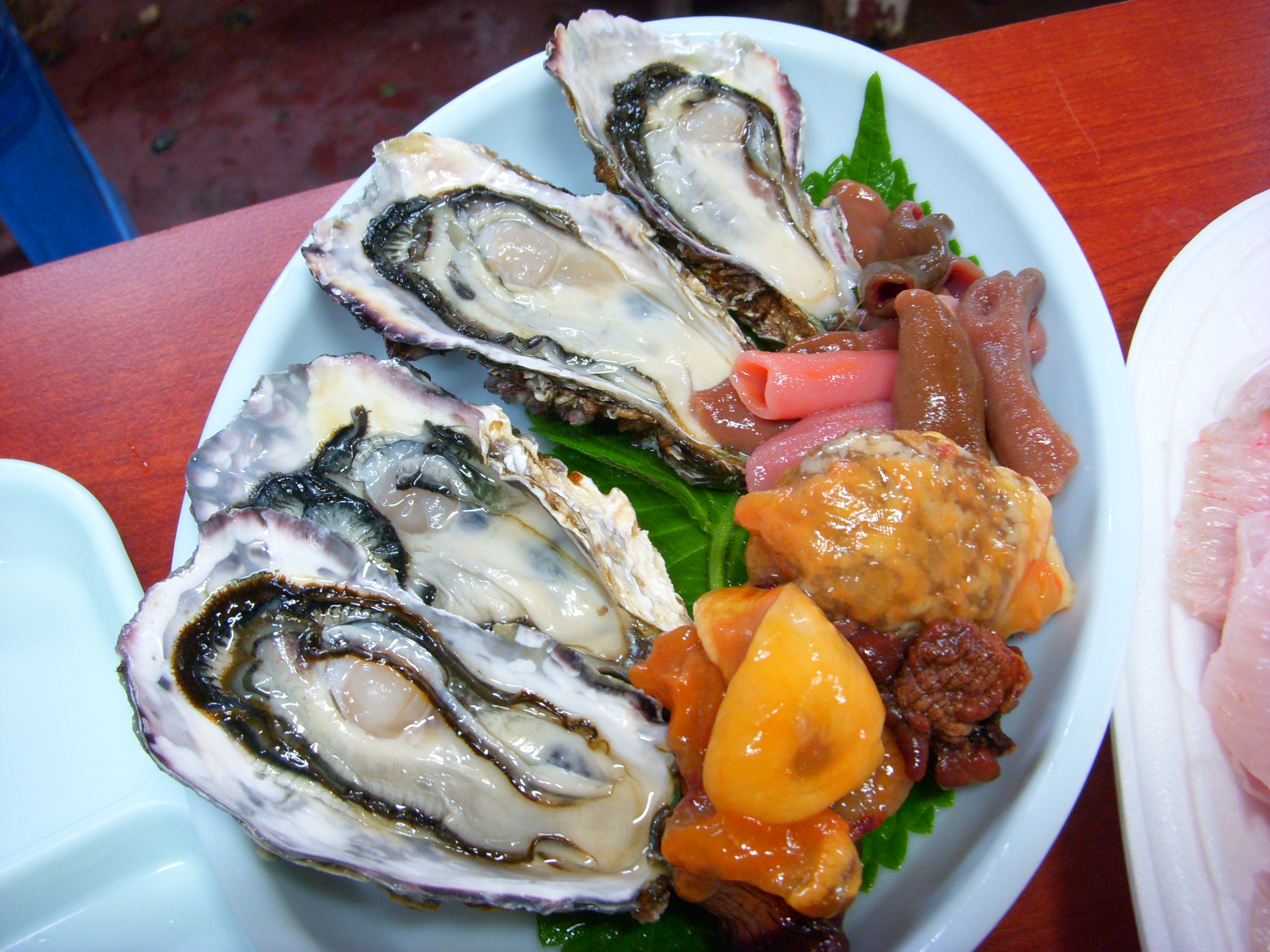
カキ、ホヤ、ミルクイなどのフェ
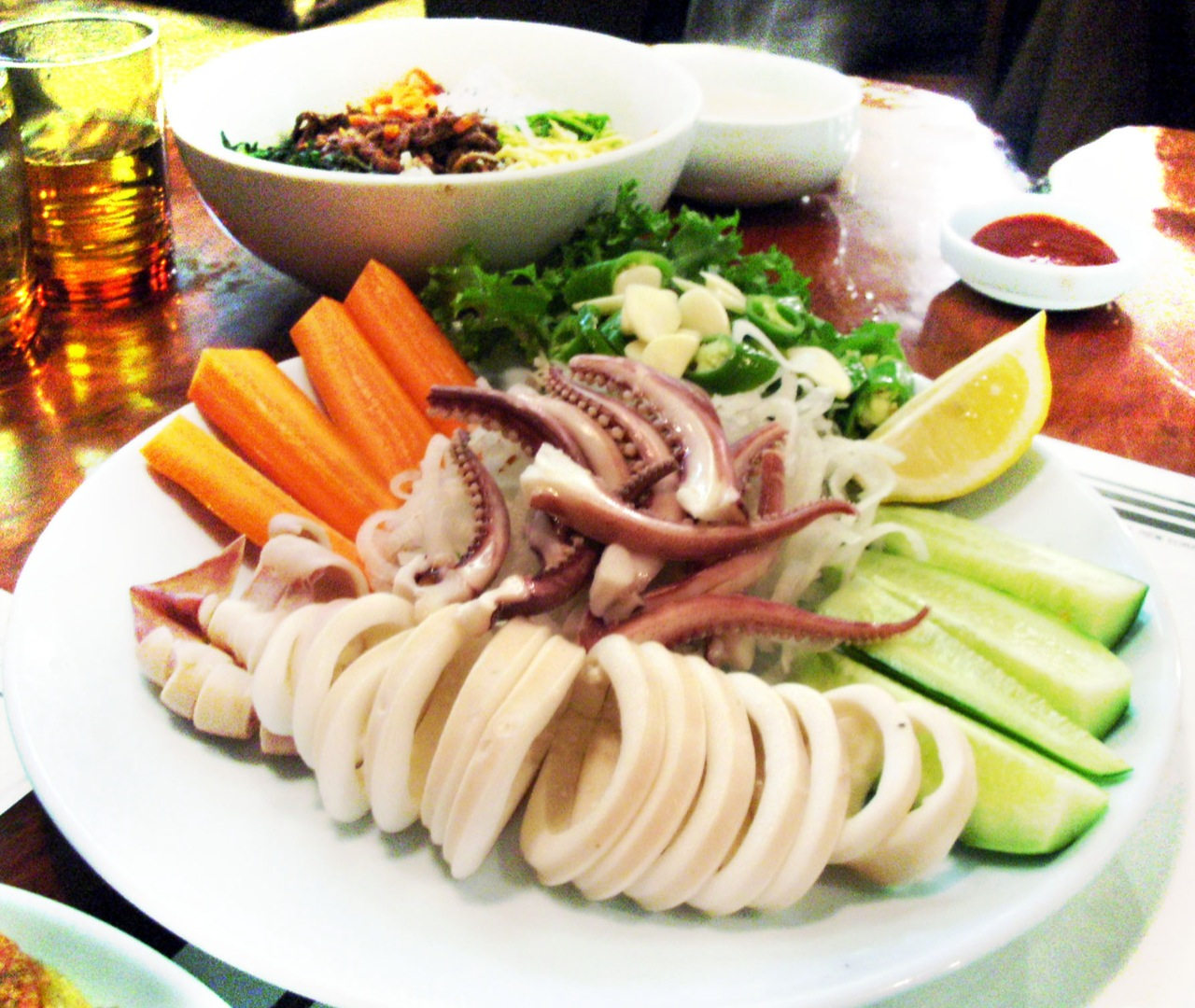
ゆでたイカを使ったオジンゴスックフェ。
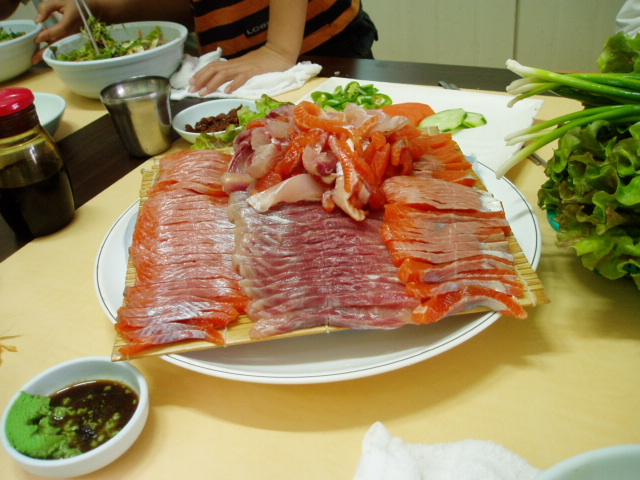
ソンオフェ。マスのフェ
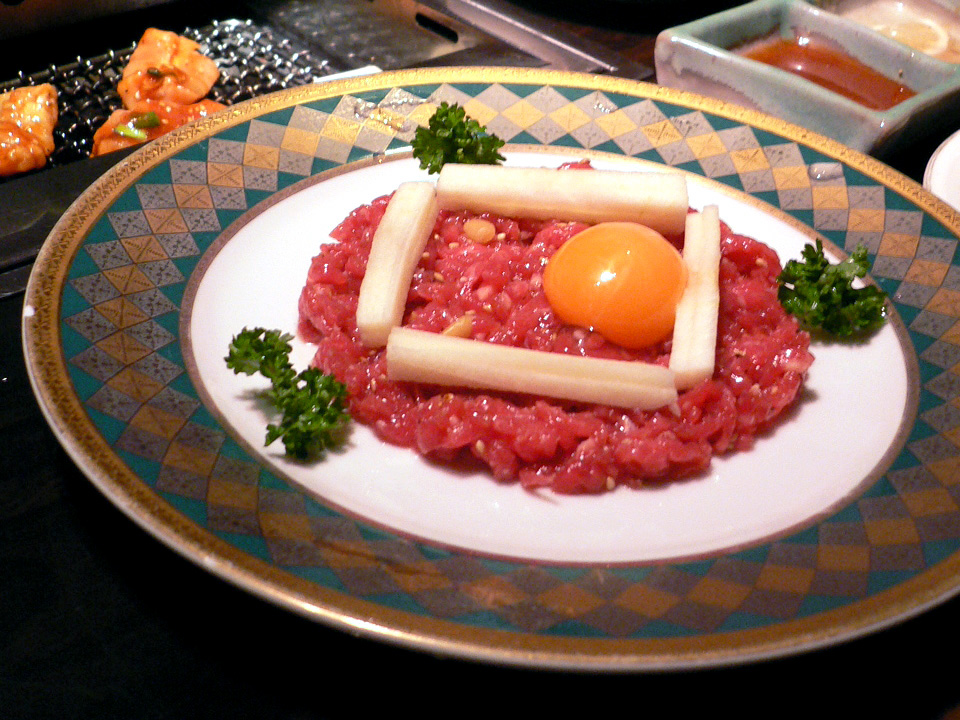
ユッケ
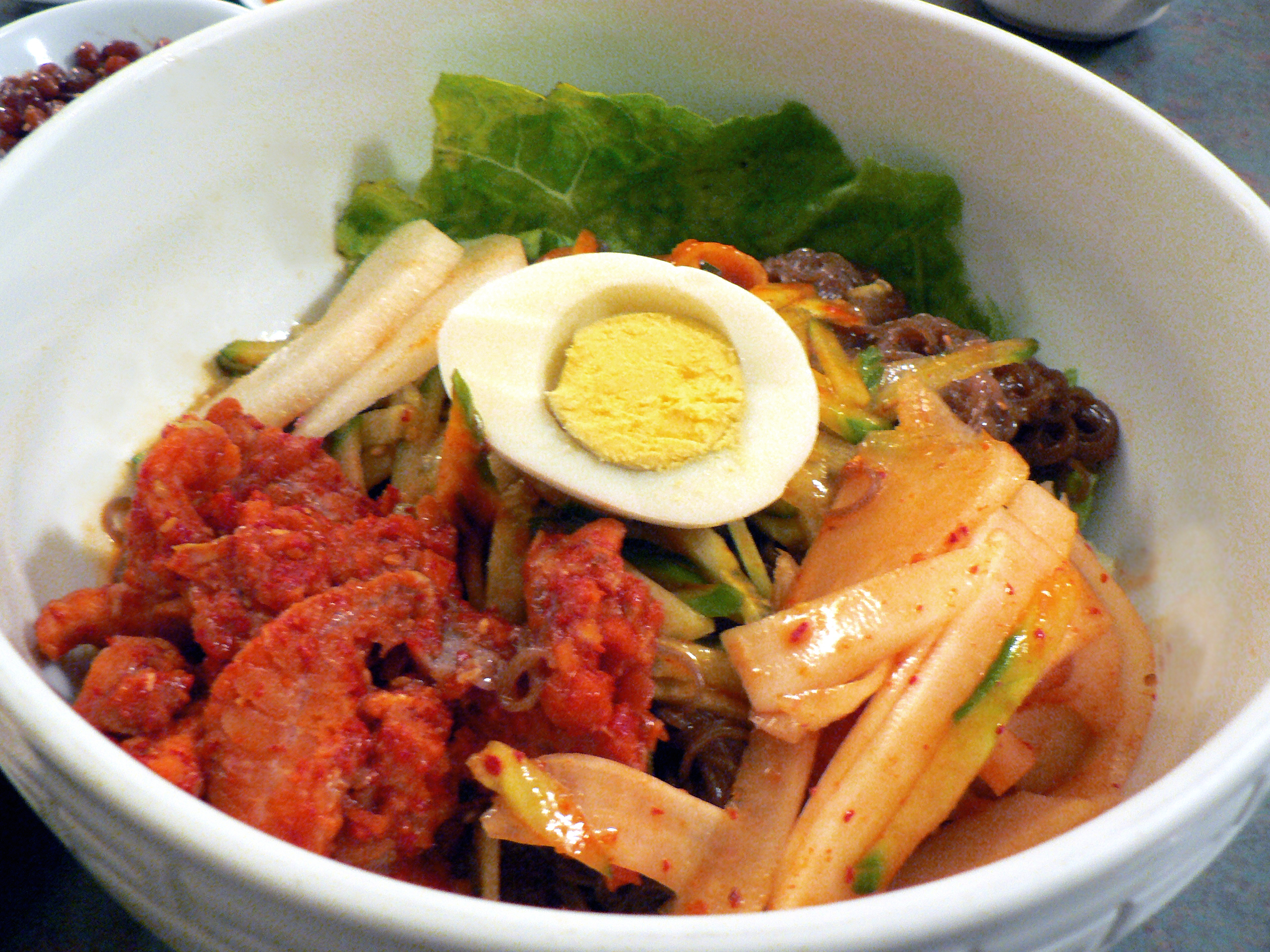
フェネンミョン
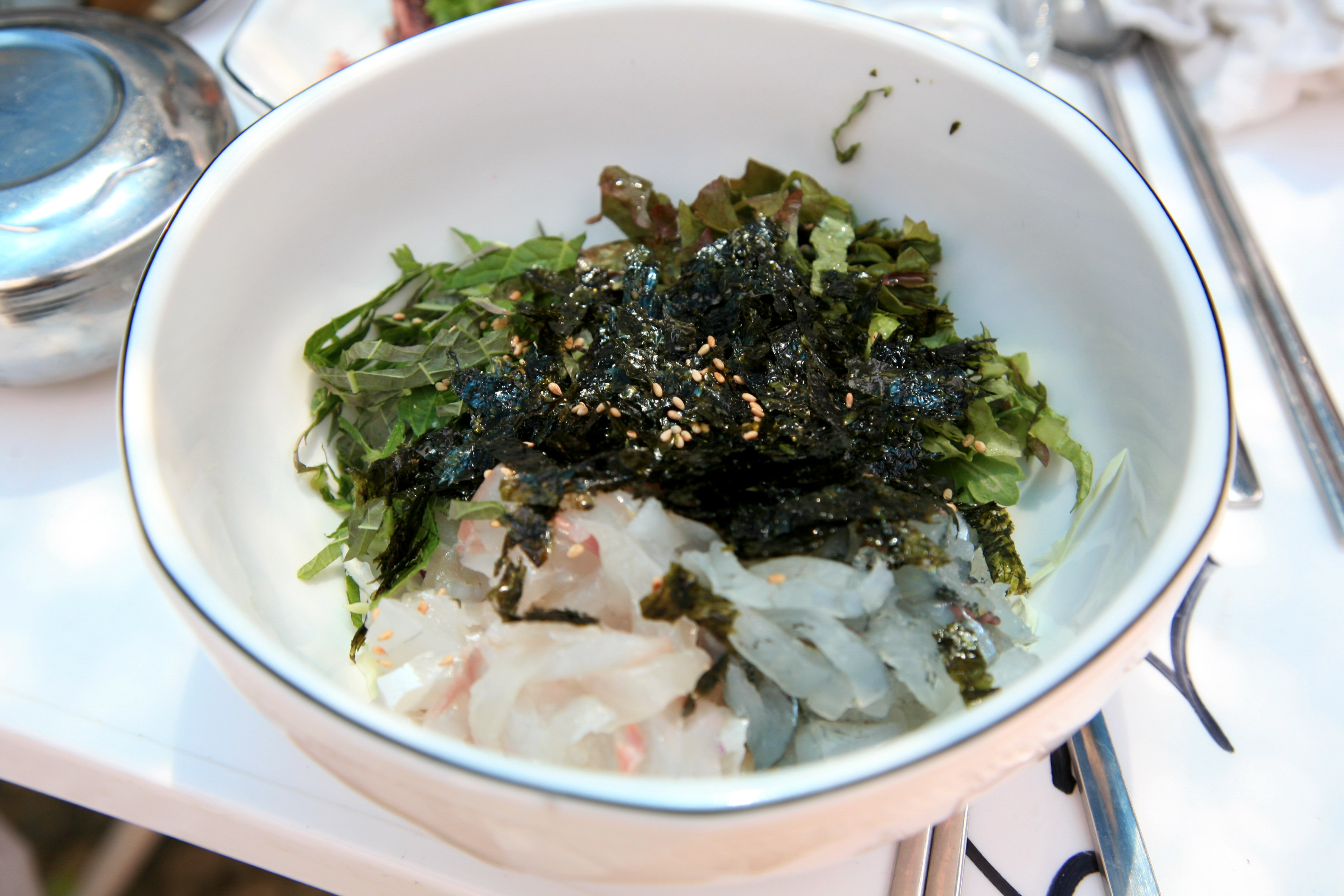
フェドッパプ
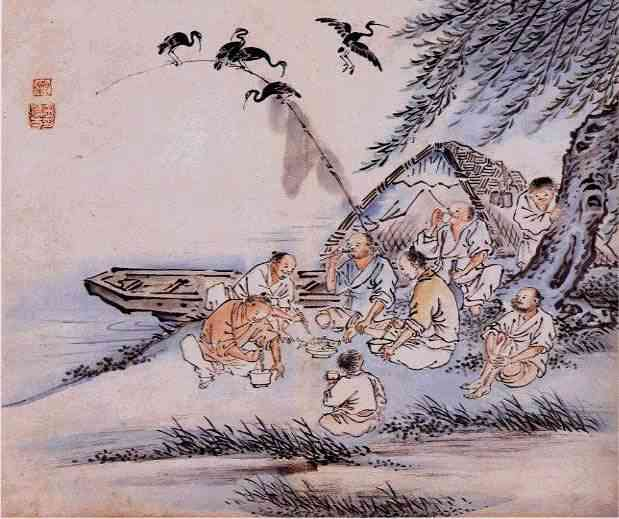
19世紀初頭の絵画『江邊會飮』（金得臣画）。漁師たちが河辺でフェを食べている